# Jean-Claude D'Arménia
Jean-Claude D’Arménia, né le 12 septembre 1940 à Port-Saïd (Égypte) et mort le 10 mai 2018 à Saint-Paul à  La Réunion (France),, est un footballeur français des années 1960.

## Biographie
Jean-Claude D'Arménia joue au poste de gardien de but au Stade rennais et au Stade de Reims, notamment. 
Il fait également une carrière d'entraîneur dans le club champenois : adjoint de Pierre Flamion en 1977, il devient entraîneur en 1978.

## Carrière de joueur
- SM Caen (-1961)
- AS Troyes (1961/62, 35 matchs en division 2)
- Stade rennais (1962-1964, 60 matchs en division 1)
- Stade de Reims (1964-1971, 64 matchs en division 1 et 145 matchs en division 2)[3]

## Palmarès
- Champion de France de Division 2 en 1966 avec le Stade de Reims
- Vainqueur du Challenge des champions en 1966 avec le Stade de Reims